# Slovenská televízia a rozhlas
Slovenská televízia a rozhlas (STVR, früher STaR, Slowakische Fernsehen und Hörfunk) ist seit dem 1. Juli 2024 de jure die öffentlich-rechtliche nationale Informations-, Kultur- und Bildungseinrichtung, die den öffentlich-rechtlichen Rundfunk in der Slowakei gewährleistet. De facto ist es staatlicher Rundfunk. Sie ist die Nachfolgerin der aufgelösten öffentlich-rechtlichen Rozhlas a televízia Slovenska (RTVS).

## Leitung
Der künftige Direktor soll von einem Rat ausgewählt werden, von dessen neun Mitgliedern vier vom Kulturministerium und die anderen fünf vom Nationalrat (dem Parlament) ernannt werden. Bis September 2024 führt der Marketingexperte Igor Slanina mit eingeschränkten Vollmachten vorläufig die Geschäfte.